# Paul Motwani
Paul Anthony Motwani (* 13. Juni 1962 in Glasgow) ist ein schottischer Schachspieler und -schriftsteller schottisch-indischer Herkunft.

## Leben
Im Alter von 11 Jahren lernte er Schach. Paul Motwani wuchs in Dundee auf und studierte von 1980 bis 1984 Mathematik und Physik an der University of Dundee. Er schrieb Artikel unter anderem für die Zeitschrift Scottish Chess. Für die Tageszeitung The Scotsman verfasste er eine wöchentliche Kolumne. Motwani wohnt seit 1995 in Belgien.

## Erfolge
Im Jahr 1978 wurde er in Terneuzen-Sas van Gent Kadettenweltmeister (U16). Siebenmal konnte er die schottische Einzelmeisterschaft gewinnen: 1978 in Edinburgh, 1986 in Troon (South Ayrshire), 1987 in Hamilton (South Lanarkshire), 1992 in Troon, 1993 in St Andrews (gemeinsam mit Colin McNab), 2002 in Stirling und 2003 in Edinburgh (geteilt mit Ketewan Arachamia-Grant). Bei einem IM-Turnier 1996 im schwedischen Timrå wurde er Zweiter hinter Holger Grund, vor Erik Malmstig und Heikki Westerinen.
Seit 1992 ist er Schachgroßmeister. Er war der erste Schotte, der diesen Titel erhielt. Seine Elo-Zahl beträgt 2421 (Stand: Januar 2024), damit liegt er hinter Jonathan Rowson und Matthew Turner auf dem dritten Platz der schottischen Elo-Rangliste. Seine bisher höchste Elo-Zahl war 2552 im Juli 2004.

### Nationalmannschaft
Mit der schottischen Nationalmannschaft nahm er zwischen 1986 und 2004 an neun Schacholympiaden teil, wobei er nur die Olympiade 1998 wegen der Geburt seines Sohnes ausließ, mit einem Gesamtergebnis von 58 Punkten aus 95 Partien (+33 =50 −12).

### Schachvereine
Vereinsschach spielt er in Belgien früher für den SC Boey Temse, in der Saison 2013/14 für den Chess Club Anderlecht und in der Saison 2017/18 für den Koninklijke Brugse Schaakkring, in den Niederlanden für HWP Sas van Gent. Er spielte auch schon in der schottischen und französischen (für den Club de Reims Echec et Mat) Mannschaftsmeisterschaft.

## Veröffentlichungen
In der Reihenfolge der Erstveröffentlichung:
- Trends in English: e5. Trends Publications, London 1990, ISBN 1-871-54186-7.
- H.O.T. Chess. International Chess Enterprises, Seattle 1997, ISBN 0-7134-7975-2.
- C.O.O.L. Chess. Batsford, London 1997, ISBN 0-7134-7974-4.
- S.T.A.R. Chess – Sterne des Schachhimmels. Schachverlag Kania, Schwieberdingen 2002, ISBN 3-931192-13-X.
- Chess Under the Microscope: Magnify Your Chess Strength!. Batsford, London 1999, ISBN 0-7134-8390-3.
- The Most Instructive Games of the Young Grandmasters. Everyman Chess, London 1999, ISBN 1-85744-534-1.